# كهف هوبياليكا
كهف هوبياليكا هو كهف يقع في مقاطعة إيدا فيرو، إستونيا. الكهف مسجل كعنصر من قبل التاريخ في أستونيا.
يقع الكهف في أسفل نتوء من الحجر الرملي. ويبلغ طوله 6 أمتار، وعرضه 1.7 مترًا، وارتفاعه 1.4 مترًا.